# Université d'État de Sakhaline
L'université d'État de Sakhaline (en russe Сахалинский государственный университет, Sakhalinski gossoudarstvenny Ouniversitet) est une université située à Ioujno-Sakhalinsk, sur l'île de Sakhaline. Elle entretient des relations d'école sœur (en) avec l'université des langues étrangères de Busan et l'université Dongseo (en), toutes deux situées en Corée du Sud. En raison de cette relation et de l’importante population coréenne de Sakhaline, les étudiants coréens constituent la majorité des étudiants internationaux (en) de l’université d’État de Sakhaline.